# 시로키브리예그

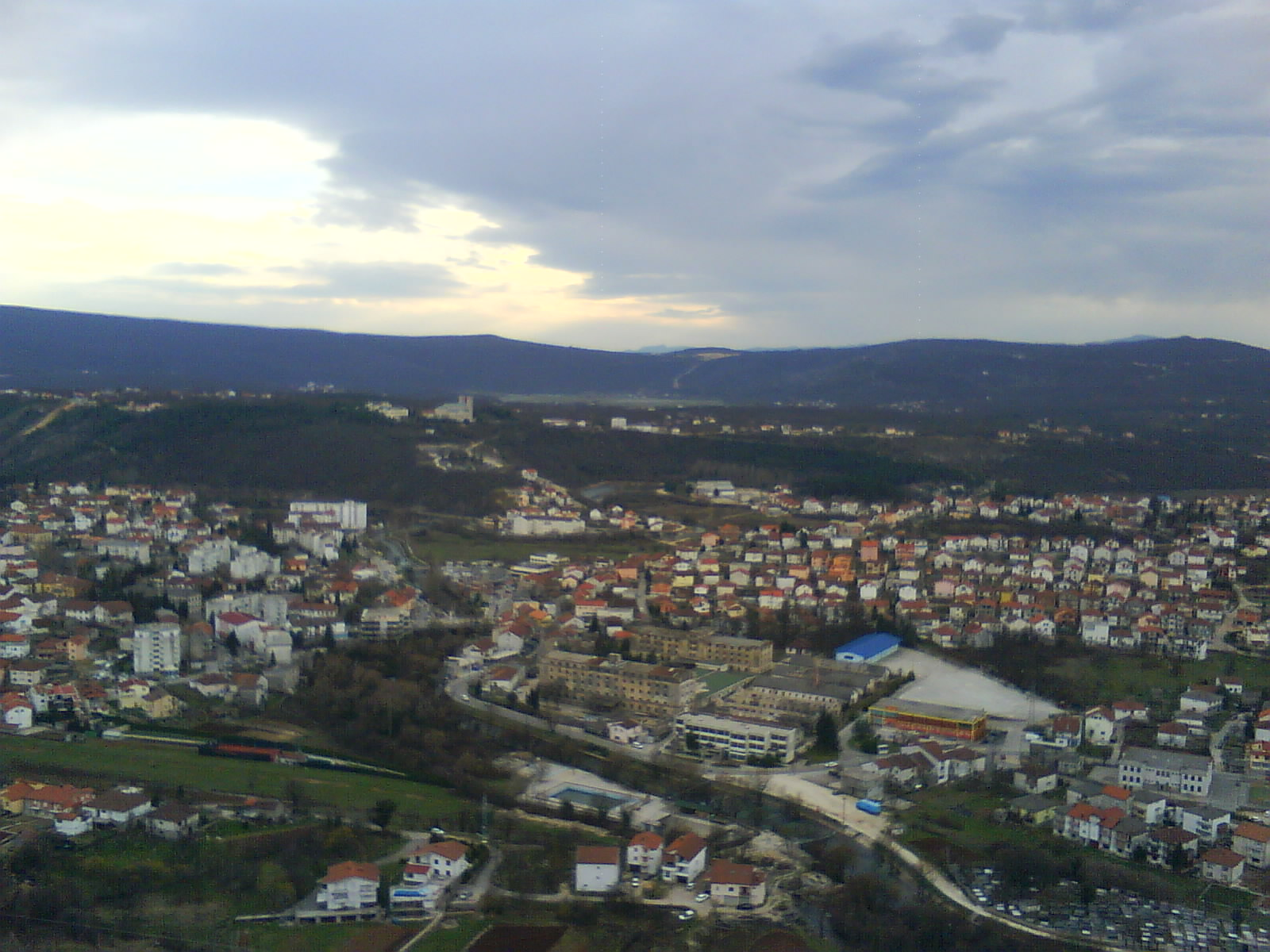
시로키브리예그 시가지

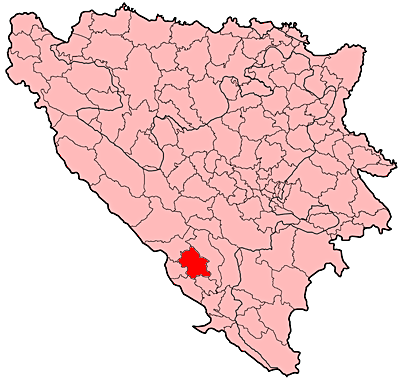
시로키브리예그의 위치

시로키브리예그(보스니아어: Široki Brijeg, 크로아티아어: Široki Brijeg, 세르비아어: Широки Бријег, Široki Brijeg)는 보스니아 헤르체고비나 남서부에 위치한 도시로, 행정 구역상으로는 보스니아 헤르체고비나 연방에 속하는 주인 서헤르체고비나 주의 주도이며 면적은 388km2, 인구는 26,198명(2007년 기준)이다. 도시 이름은 크로아티아어와 보스니아어, 세르비아어로 "넓은 언덕"을 뜻하며 1945년부터 1990년까지는 리슈티차(Lištica)라고 불렀다.

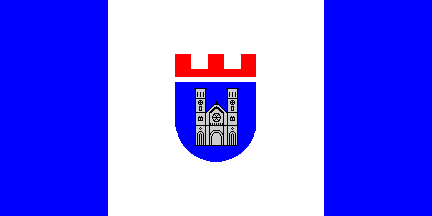
시기
시 문장

## 사진

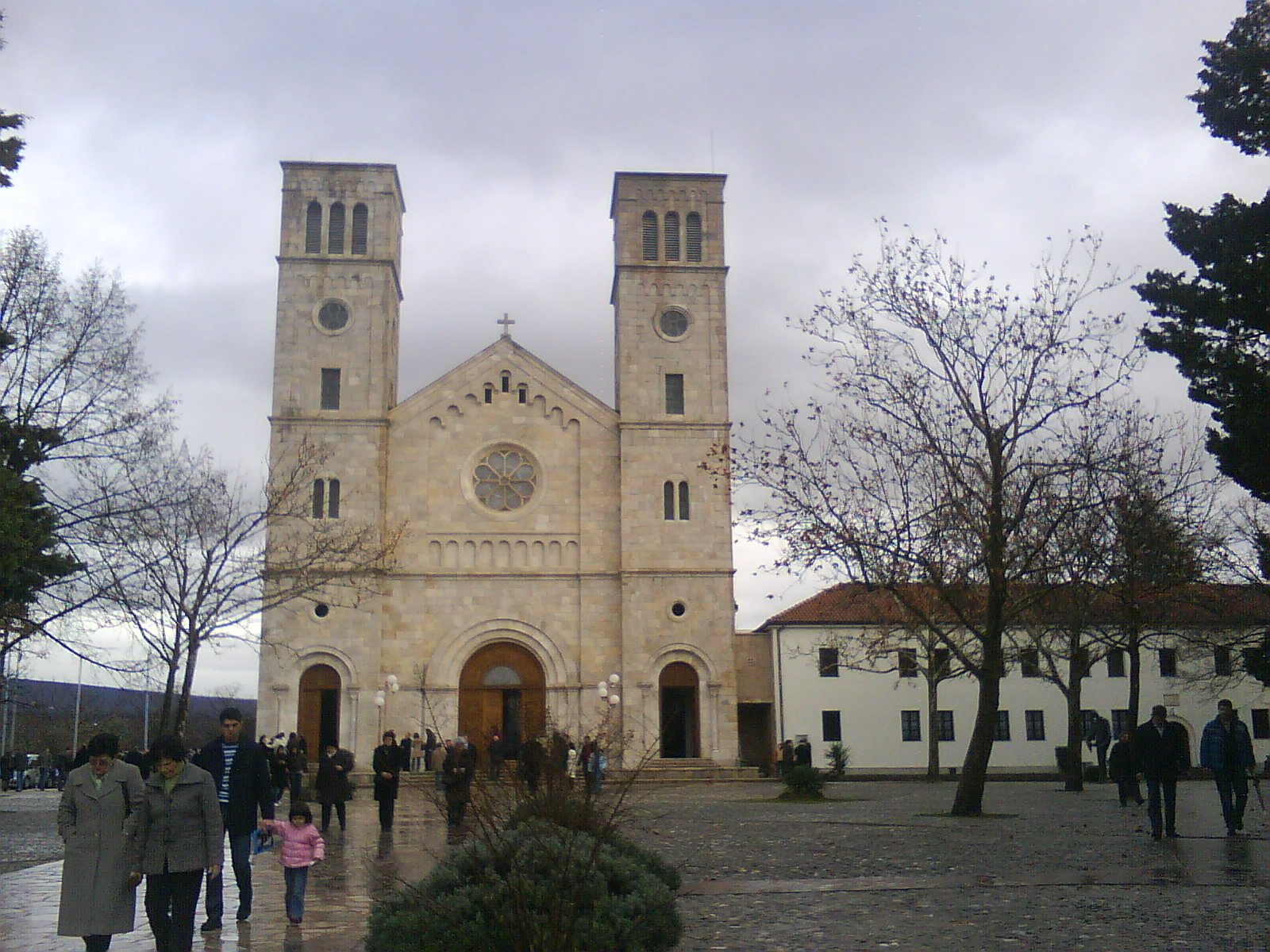
시로키브리예그에 있는 성 프란체스코 수도회 성당